# Quart món
Quart món és un terme amb el qual es designa les mancances i la marginació que pateixen determinats col·lectius inserits en societats en les quals bona part dels seus integrants gaudeix d'abundància i de prosperitat. Aquests espais de depressió social se solen trobar a les àrees urbanes de grans ciutats del Primer Món.
Segons la divisió clàssica, hi hauria doncs quatre grans mons al planeta: el primer (el desenvolupat i occidental), el segon món (els antics països comunistes de l'òrbita russa), el tercer (països subdesenvolupats) i el quart.
Les característiques dominants al quart món són: pobresa, baixa qualificació, subocupació i desconnexió de la política general. Segons el sector del quart món analitzat pot haver-hi problemes afegits, com toxicomanies o qüestions legals.
A Catalunya el terme va ser introduït per l'organització Justícia i Pau.

## Etimologia
El Quart món és un terme relacionat amb els conceptes de Primer Món, Segon Món i la classificació Tercer Món de l'estat d'estat nació. No obstant això, a diferència de les categories anteriors, "Quart món" no està limitat espacialment, i sol utilitzar-se per referir-se a la mida i la forma que no es relaciona amb la ciutadania amb un Estat-nació específic. Pot denotar una nació sense un estat sobirà, fent èmfasi en el no-reconeixement i exclusió percebuts dels pobles definits per ètnies i religiosos del sistema mundial polític-econòmic, com ara les Primeres nacions en tota l'Amèrica del Nord, Central i del Sud. Manuel Castells, de la Universitat del Sud de Califòrnia, ha utilitzat àmpliament el terme "quart món".

## Història del concepte
El terme es va originar al Canadà amb una observació de Mbuto Milando, primer secretari de l'alt comissionat de Tanzània, durant una conversa amb George Manuel, cap de la Confraria Indígena Nacional (actualment coneguda com l'Assemblea de les Primeres Nacions). Milando va declarar que "When Native peoples come into their own, on the basis of their own cultures and traditions, that will be the Fourth World". Des de la publicació del "The Fourth World: An Indian Reality" de Manuel (1974), el terme "Quart món" es va convertir en sinònim de nacions apàtrides, pobres i marginals. Des de 1979, think-tanks com el Centre for World Indigenous Studies han utilitzat el terme. Amb la Declaració sobre els Drets dels Pobles Indígenes de l'ONU de 2007, les comunicacions i l'organització entre els pobles del Quart Món s'han accelerat en forma de tractats internacionals entre indígenes nacions amb finalitats de comerç, viatges i seguretat.